# Jussi Saramo
Jussi Antero Saramo (ur. 9 lipca 1979 w Porvoon maalaiskunta) – fiński polityk i samorządowiec, poseł do Eduskunty, od 2020 do 2021 minister edukacji, deputowany do Parlamentu Europejskiego X kadencji.

## Życiorys
Uzyskał kwalifikacje zawodowe z zakresu teleinformatyki. Zaangażował się w działalność polityczną w ramach Sojuszu Lewicy. Był sekretarzem regionu jej młodzieżówki Vasemmistonuoret, a w latach 2005–2009 pełnił funkcję przewodniczącego tej organizacji. Był asystentem parlamentarzystów swojej partii, a od 2011 do 2014 doradcą w resorcie edukacji i kultury. W latach 2017–2019 zajmował stanowisko dyrektora wykonawczego firmy Solaris-lomat. Działał w samorządzie lokalnym i regionalnym. W latach 2000–2008 był radnym miejskim w Porvoo, a w 2009 zasiadł w radzie miejscowości Vantaa. Wchodził w skład rad regionów Itä-Uusimaa (2004–2008) oraz Uusimaa (2012–2017).
W wyborach w 2019 uzyskał mandat posła do Eduskunty. Z powodzeniem ubiegał się o reelekcję w 2023.
W grudniu 2019 objął urząd ministra edukacji w gabinecie Sanny Marin. Zastąpił na tej funkcji przewodniczącą swojej partii Li Andersson, która ustąpiła w związku z urlopem macierzyńskim (z planami powrotu do rządu w 2021). Zakończył urzędowanie w czerwcu 2021. W 2024 został wybrany na posła do Europarlamentu X kadencji.